# Doriens
Cet article concerne un peuple grec. Pour le dialecte grec du même nom, voir Dorien.

Répartitions des dialectes de la Grèce classique. Les peuplements doriens sont généralement ceux où le dialecte dorien était parlé.

Les Doriens (en grec ancien Δωριεῖς / Dōrieîs, singulier Δωριεύς / Dōrieús) étaient l'une des quatre ethnē majeures de la Grèce antique que les historiens de l'époque classique reconnaissaient comme constituant leur propre peuple, les autres peuples étant les Achéens, les Ioniens et les Éoliens. Le terme grec ethnos a ici le sens de « groupe ethnique ». Hérodote utilisait ce mot pour les désigner. Ils sont cependant le plus souvent appelés simplement « Doriens » dans des textes littéraires aussi anciens que l’Odyssée, qui les localisait à l'époque dans l'île de Crète.
Ils étaient très diversifiés dans leur vie et leur organisation sociale, depuis la cité commerciale de Corinthe connue pour son style ornementé dans l'art et l'architecture, jusqu'à l'État militaire isolationniste de Sparte. Pourtant, tous les Hellènes savaient quelles villes étaient doriennes et lesquelles ne l'étaient pas. À la guerre, les États doriens pouvaient généralement compter sur l'assistance des autres États doriens. Les Doriens se distinguaient des autres Grecs par leur dialecte et par des caractéristiques sociales et historiques.
Au Ve siècle av. J.-C., Doriens et Ioniens étaient politiquement les deux plus importants groupes ethniques. Leur confrontation a abouti à la guerre du Péloponnèse. La mesure dans laquelle les Hellènes du Ve siècle av. J.-C. se sont considérés comme Doriens ou Ioniens a été l'objet de controverse. D'un côté, Édouard Will (1956) a conclu qu'il n'y avait pas de vraie composante ethnique dans la culture grecque de l'époque, malgré la présence d'éléments anti-doriens dans la propagande athénienne. De l'autre, John Alty (1982) a réinterprété les sources pour conclure que l'ethnicité a été le moteur des actions du Ve siècle. Les interprétations modernes de cette identification ethnique à travers la tradition littéraire des Ve et IVe siècles av. J.-C. ont été fortement influencées par leur propre environnement socio-politique. Ainsi, selon E. N. Tigerstedt (1965), les Européens du XIXe siècle, admirateurs de vertus qu'ils considéraient comme doriennes, se sont identifiés comme « laconophiles » et ont trouvé des parallèles avec leur propre culture. Leurs préjugés contribuent à l'interprétation traditionnelle moderne des Doriens.

## Origine des Doriens
Les opinions quant à leur lieu d'origine sont diverses. Une théorie largement admise dans les temps anciens est qu'ils provenaient des régions montagneuses du nord et du nord-est de la Grèce, en Macédoine et en Épire, d'où, à la suite d'obscures circonstances, ils se seraient déplacés vers le Péloponnèse, les îles égéennes, la Grande-Grèce, Lapta (Lapithos) et la Crète. La mythologie grecque leur donne une origine grecque, et leur ancêtre fondateur éponyme Doros est le fils d'Hellen, le patriarche mythologique des Hellènes.

### Remplacement du dialecte du Péloponnèse
L'origine des Doriens est un concept à multiples facettes. Pour la science moderne, le terme a souvent représenté l'emplacement de la population qui a diffusé le dialecte dorique grec au sein d'une population d'une langue proto-grecque hypothétique. Ce dialecte est connu à partir de sources classiques issues du nord-ouest de la Grèce, du Péloponnèse, de la Crète et de diverses îles. L'information ethnique et géographique trouvée dans le texte littéraire connu le plus ancien de la Grèce occidentale, l'Iliade, combinée avec les registres administratifs des États mycéniens antérieurs, prouvent à la satisfaction générale que les locuteurs de l'est de la Grèce étaient autrefois dominants dans le Péloponnèse mais ont subi un revers et ont été remplacés, au moins dans les niveaux supérieurs de la société, par des locuteurs de l'ouest de la Grèce. Un évènement historique est associé à ce renversement. Les Grecs classiques l'appelaient « le retour des Héraclides », les historiens modernes le nomment l'invasion dorienne.
Cette théorie du retour ou d'une invasion présuppose que les locuteurs de la Grèce orientale vivaient dans le nord-ouest de la Grèce puis ont envahi le Péloponnèse, remplaçant par leur propre dialecte celui des Grecs qui s'y trouvaient.
Il n'existe aucune autre source de l'âge du bronze que les registres mycéniens, l'existence d'un peuplement hellène à l'ouest de la Grèce à cette époque ne peut ni être prouvée, ni être infirmée. Au contraire des Grecs orientaux, ils ne peuvent être associés à aucune preuve d'un évènement migratoire. Cela suggère comme preuve circonstancielle que le dialecte dorien était diffusé parmi les Hellènes au nord-ouest de la Grèce, une région très montagneuse et quelque peu isolée.

### L'invasion dorienne
L'« invasion dorienne » située aux environs de 1200 av.J.-C. est un concept historique moderne qui tente de rendre compte 
- de faits constatés bien plus tard ;
- au minimum le remplacement des dialectes et des traditions dans le sud de la Grèce à l'époque archaïque (vers 800-480 av.J.-C.) ;
- plus généralement, la répartition des Doriens dans la époque classique (480-323) ;
- de la présence des Doriens en Grèce.

Les études ont permis d'écarter diverses hypothèses spéculatives. La plupart des spécialistes doutent qu'il y ait eu invasion massive vers 1200 av.J.-C. L'effondrement de la civilisation mycénienne s'est produit chaque fois localement, par la destruction d'un palais et l'ensemble s'est étalé sur deux décennies, voire une génération. Enfin vers 1180 on ne reconstruit plus les palais détruits .
Par ailleurs, la source des locuteurs grecs de l'ouest dans le Péloponnèse n'est attestée par aucune preuve solide.[réf. souhaitée]
Selon le consensus universitaire que représente l'ouvrage de synthèse sous la direction de Brigitte Le Guen il n'y eut en réalité aucune invasion dorienne. Les destructions des environs de 1200, furent dues à des raids épisodiques ou aux insurrections locales d'une population opprimée. Il n'y a ni preuve archéologique de l'identité du peuple qui détruisit la culture mycénienne, ni signe tangible de l'influence d'un nouveau peuple. Tout au plus la présence de céramique non tournée, des marmites et quelques vases d'usage courant, comme des tasses ne sont pas des productions de tradition mycénienne. Ce matériel, que nous connaissons mieux aujourd'hui qu'au moment de sa découverte dans les années 1970, révèle plusieurs connexions. Cette « céramique lissée non tournée » ((en) handmade burnished ware) est attestée en Crète et dans le Péloponnèse dès le XIIIe siècle av. J.-C. et correspond à des productions d'origine italienne. À Troie une céramique non tournée vient des Balkans centraux et orientaux. Ailleurs, dans certains sites égéens, des productions similaires viennent des Balkans, de Macédoine et de l'Épire. Ceci permettrait de comprendre que les étrangers en question provenaient de plusieurs régions et étaient plus ou moins installés ou de passage régulièrement, en très petits groupes, dans le monde mycénien dès le XIIIe siècle av. J.-C. Ces innovations s'inscrivent dans le cadre de mobilités humaines d'artisans ou autres. Elles ne peuvent être reliées au vieux schéma des migrations massives et soudaines, mais révèlent une Méditerranée traversée de mouvements nombreux.

### Répartition post-migratoire des Doriens

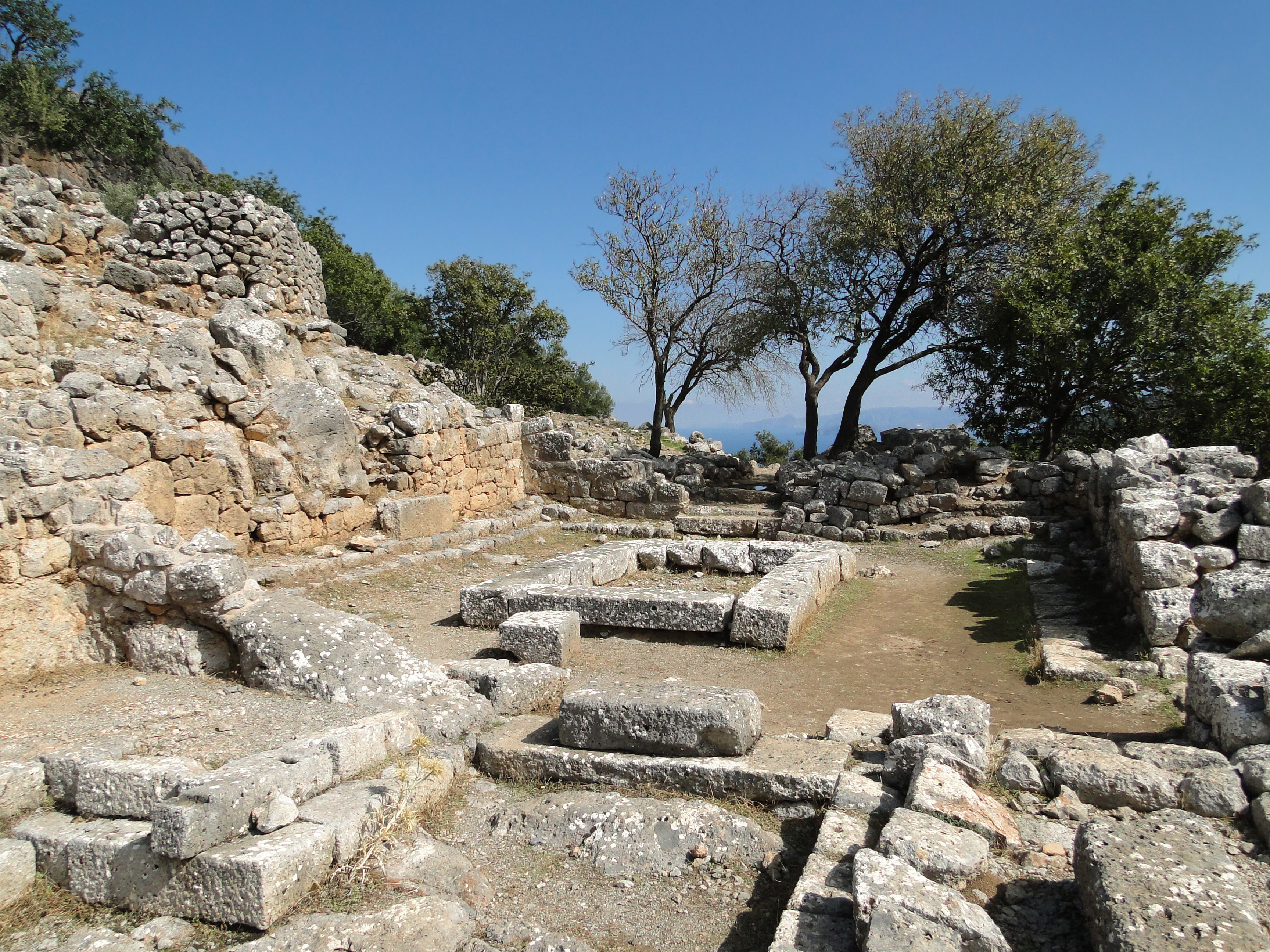
Site de Lato en Crète.

La recherche historique a prouvé que les prétendues invasions doriennes issues de la tradition antique et de la répartition des dialectes en Grèce ancienne ne sont qu'une invention tardive. Ce serait pour expliquer la répartition des dialectes que l'on aurait forgé des histoires de migrations anciennes.
Selon la théorie ancienne, bien que la plupart des envahisseurs Doriens se soient installés dans le Péloponnèse, ils auraient aussi colonisé Rhodes et la Sicile (aujourd'hui le sud de l'Italie). En Anatolie on trouve six grandes cités doriennes désignées comme l'Hexapole dorienne : Halicarnasse, Cnide, Kos, Lindos, Camiros et Ialyssos sur l'île de Rhodes. Ces six cités deviendront plus tard rivales des cités ioniennes d'Asie Mineure. Les Doriens ont également envahi la Crète. Ces traditions des origines demeurent fortes dans la période classique : au Ve siècle av. J.-C., Thucydide disait que la guerre du Péloponnèse était en partie un conflit ionien contre les Doriens et il a également rapporté que les Syracusains en Sicile étaient d'ascendance dorienne. D'autres colonies doriennes, fondées depuis Corinthe, Mégare et les îles doriennes, ponctuaient la côte sud de la Sicile de Syracuse à Sélinonte : liste des colonies doriennes (de).

## Identité des Doriens

### Le nom des Doriens

#### Les Doriens de l'âge du bronze à Pylos
Le nom d'un homme, Dōrieus, apparaît dans les tablettes en linéaire B de Pylos, une région ultérieurement envahie et soumise aux Doriens. Sur la tablette Fn867 de Pylos, le mot décliné au datif est do-ri-je-we, *Dōriēwei, un nom de la troisième déclinaison finissant par w. Un nominatif pluriel non attesté, *Dōriēwes, serait devenu Dōrieis par perte du w et contraction. La tablette enregistre les rations de grains livrées aux serviteurs des dignitaires religieux célébrant le festival religieux en l'honneur de Potnia, la déesse-mère.

#### Les Doriens des hautes terres de Doris
Les chercheurs ont proposé un certain nombre d'étymologies plausibles. Julius Pokorny fait dériver Dorien de dōris, qui peut signifier « bois » et secondairement « hautes terres ». Le radical dōri- est dérivé du proto-indo-européen *deru- "arbre", qui donne également le terme homérique de Δούρειος Ἱππος (Dourios Hippos, Cheval de Bois). Cette dérivation a l'avantage de nommer le peuple à partir de sa contrée montagneuse et boisée.

#### Les lanciers
Une autre origine populaire a été donnée par le linguiste belge Émile Boisacq à partir de la même racine, mais à partir du grec δόρυ / dóru, « hampe, lance » (fabriquée en bois). Le terme signifierait alors « le peuple de la lance » ou plus simplement, « les lanciers ». Dans cette optique, c'est le pays qui aurait été nommé à partir du peuple qui l'habitait, comme la Saxe l'a été à partir des Saxons.

### Différences de langue
Le dialecte dorien était parlé dans le nord-ouest de la Grèce, le Péloponnèse, le sud-ouest de l'Anatolie, les îles les plus au sud de la mer Égée et dans diverses cités de Grande-Grèce. Après l'époque classique, il a été remplacé par le grec attique d'où dérive la koiné, la langue grecque commune de l'époque hellénistique. La principale caractéristique du dorien est la préservation du [aː] indoeuropéen, ⟨α⟩ long, qui en ionien-attique est devenu [ɛː], ⟨η⟩. Comme exemple on peut citer le célèbre adieu des mères spartiates à leur fils guerrier lorsqu'elles leur donnaient leur bouclier avant la bataille : « Ἢ τὰν ἢ ἐπὶ τᾶς / ḕ tàn ḕ epì tâs », « Soit avec lui soit sur lui », c'est-à-dire : « Soit tu reviens avec le bouclier, soit tu seras ramené mort sur lui ») qui aurait été « Ἢ τὴν ἢ ἐπὶ τῆς / ḕ tḕn ḕ epì tễs » s'il avait été prononcé par une mère athénienne parlant l'ionien-attique. Le tsakonien, un dialecte moderne descendant du dorien, est toujours parlé dans diverses régions de la côte sud de l'Argolide, dans le Péloponnèse et dans le nome d'Arcadie.

### Autres différences culturelles
Culturellement, en plus de leur dialecte dorien du grec, les colonies doriennes ont conservé leur calendrier dorien, organisé autour d'un cycle de festivités dont font partie les Hyacinthies et les Karneia, particulièrement importantes.
En musique, le mode dorien est également attribué aux sociétés doriennes et est associé par les écrivains classiques à des qualités martiales.
En architecture, dans la tradition héritée de Vitruve, l'ordre dorique comprend la colonne dorique remarquable par sa simplicité et sa robustesse.
Les femmes doriennes ont une tenue distincte, une tunique ne nécessitant aucun agrafage par une broche comme c'était communément le cas chez l'ensemble des Hellènes. Les femmes ioniennes avaient adopté une nouvelle tenue maintenue en place par une broche.

## Traditions anciennes
Dans l'historiographie grecque, de nombreux auteurs ont mentionné les Doriens. Les principaux auteurs classiques qui ont raconté leurs origines sont Hérodote, Thucydide et Pausanias. Ceux dont les œuvres sont les plus prolifiques vivaient à l'époque hellénistique et romaine, longtemps après les évènements. Ce paradoxe apparent ne discrédite pas obligatoirement ces auteurs tardifs qui ont pu disposer de travaux antérieurs n'ayant pas survécu jusqu'à nos jours. Les coutumes des États spartiates et leurs personnalités illustres sont abondamment décrites par des auteurs tels que Plutarque et Diodore de Sicile.

### Homère
L'Odyssée fait une référence aux Doriens :

« La Crète est une terre qui s'élève au milieu de la sombre mer, belle et fertile, où habitent d'innombrables hommes et où il y a quatre-vingt-dix villes. On y parle des langages différents, et on y trouve des Achéens, de magnanimes Crétois indigènes, des Kydoniens, trois tribus de Doriens et les divins Pélasges. »

Cette référence n'est pas compatible avec l'invasion dorienne qui n'a amené les Doriens en Crète qu'après la chute des États mycéniens, et d'ailleurs, les vers cités ci-dessus sont considérés comme interpolés par les éditeurs. Dans l’Odyssée, Ulysse et ses compagnons visitent ces États. Deux solutions sont possibles : soit les vers de l’Odyssée sont anachroniques (ce qui est le plus probable), soit les Doriens étaient déjà en Crète à l'époque mycénienne. La nature incertaine de l'invasion dorienne repousse une réponse définitive jusqu'à ce qu'on en sache plus à ce sujet.

### Tyrtée
Tyrtée, un poète athénien et guerrier boiteux, est devenu au milieu du VIIe siècle av. J.-C. conseiller des Lacédémoniens dans leur guerre contre la rébellion des Messéniens. Ces derniers étaient les héritiers des Achéens conquis deux générations plus tôt, ce que suggère une lutte pour la suprématie à la fin des Siècles obscurs plutôt que pendant et après la chute de Mycènes. À l'issue de cette guerre la population Messénienne a été finalement réduite en esclavage.
Seuls quelques fragments des cinq livres d'élégies de Tyrtée ont survécu jusqu'à nous. On y trouve la plus ancienne mention aux trois tribus doriennes : Pamphyloi, Hylleis et Dymanes. Il a aussi écrit (Erinéos était un village de Doris) : 

« Zeus lui-même, fils de Cronos et époux d’Héra qui porte la couronne donna cette cité aux fils d'Hercule sous la direction de qui nous abandonnâmes l’Erinéos venteux pour gagner la vaste île de Pélops. »

Tyrtée a aidé à établir la constitution spartiate, donnant aux rois et aux anciens, parmi d'autres pouvoirs, celui de démettre l'assemblée. Il a établi un programme d'entraînement militaire rigoureux pour les jeunes, comprenant des chants militaires et des poèmes qu'il a lui-même écrits, tels que les chants pour mener la charge à la bataille, appelés en grec ancien ἐμϐατήρια / embatèria, et les appels aux armes, ἐνόπλια / enoplia. Ces chants étaient utilisés pour établir le rythme lors de l'entraînement aux armes.

« Il est beau pour l’homme brave de tomber au premier rang en combattant pour sa patrie. [...] Combattons avec courage pour notre terre, mourons pour nos enfants, sans épargner nos forces, ô jeunes gens ; combattez, serrés les uns contre les autres, et qu’aucun de vous ne donne l’exemple de la fuite honteuse et de la crainte. Excitez dans vos cœurs un grand et généreux courage et ne songez point trop à la vie quand vous serez aux prises avec les ennemis. »